# Macrothemis hemichlora
Macrothemis hemichlora är en trollsländeart som först beskrevs av Hermann Burmeister 1839.  Macrothemis hemichlora ingår i släktet Macrothemis och familjen segeltrollsländor. IUCN kategoriserar arten globalt som livskraftig. Inga underarter finns listade i Catalogue of Life.